# Чёрный Котёл (вождь)
Чёрный Котёл (англ. Black Kettle, шайен. Mo'ôhtávetoo'o; 1803? — 27 ноября 1868) — вождь южных шайеннов.

## Биография
Чёрный Котёл родился примерно в 1803 году в районе Блэк-Хилс. В первой половине XIX века в верхней части реки Арканзас белый торговец Уильям Бент построил пост Форт-Бент, и тогда большая часть шайеннов, в том числе и родители Чёрного Котла, переселилась на юг. В 1861 году Чёрный Котёл становится одним из лидеров южных шайеннов, в этом году он подписывает договор с белыми в Форт-Уайзе. Условия договора были невыгодны шайеннам и многие группы, особенно Воины-Псы, отказались его подписывать, но Чёрный Котёл считал, что справиться с армией белых индейцам будет невозможно и прилагал все усилия для заключения мира. В результате южные шайенны были поселены в небольшой резервации на Сэнд-Крик.
Несмотря на заключённый договор в 1861 году, стычки между южными шайеннами и белыми людьми продолжались. После переговоров с властями Колорадо часть южных шайеннов и арапахо, которые желали быть в мире с белыми людьми, поставили свой лагерь в указанном американцами месте, чтобы их не спутали с враждебными индейцами. Однако, 29 ноября 1864 года этот лагерь мирных шайеннов и арапахо был атакован солдатами полковника Джона Чивингтона. Нападение оказалось полной неожиданностью для индейцев. Хотя Чёрный Котёл встал перед своим типи, держа в руках флаг США и белое полотнище, солдаты открыли огонь. Одна из жён Чёрного Котла получила 9 ранений. Солдаты Чивингтона действовали очень жестоко, убивая женщин и детей, уродуя трупы до неузнаваемости и снимая скальпы. Это событие стало известно как Бойня на Сэнд-Крик.
Несмотря на ужасную трагедию, Чёрный Котёл продолжал думать о мире с белыми. 14 октября 1865 года вблизи реки Литл-Арканзас был подписан новый договор. Правительство США признало свою вину за события у Сэнд-Крик и обещало заплатить компенсацию выжившим шайеннам и арапахо. В 1867 году индейские племена юга Великих Равнин подписали очередной договор у Медисин-Лодж-Крик, после которого Чёрный Котёл увёл своих людей в резервацию.
Небольшие столкновения между шайеннами и американцами продолжались, но Чёрный Котёл держал свою общину в мире с белыми. В середине октября 1868 года генерал Филип Шеридан начал планировать карательную экспедицию против южных шайеннов. Когда Чёрный Котёл посетил Форт-Кобб, примерно в 100 милях от местонахождения его лагеря, чтобы вновь заверить командующего фортом, что он хочет жить в мире с белыми людьми, ему сказали, что армия США уже начала военную кампанию против враждебных индейских племён. Индейский агент сказал ему, что единственное безопасное место для его людей — окрестности форта. Чёрный Котёл поспешил вернуться в свой лагерь и начал подготовку к переходу к форту. На рассвете утром 27 ноября 1868 года солдаты полковника Джорджа Кастера атаковали селение Чёрного Котла на реке Уошите. Событие стало известным как битва при Уошите. При попытке пересечь реку Чёрный Котёл и его жена были застрелены в спину и погибли.